# Salzkammergut
Salzkammergut – obszar na pograniczu austriackich landów Górna Austria, Salzburg i Styria, złożony w największej części z gór i jezior. Historycznie stanowił bardzo ważny ośrodek wydobycia soli. Eksploatację jej złóż rozpoczęto już w drugim tysiącleciu p.n.e. Uzyskiwane tą drogą środki dały regionowi zamożność, która przełożyła się na inwestycje w architekturę i sztukę. Za jego perłę uważana jest wioska Hallstatt.
W 1997 region wpisany został, pod nazwą „krajobraz kulturowy Hallstatt Dachstein Salzkammergut” na listę światowego dziedzictwa UNESCO. Obecnie służy przede wszystkim turystyce i rekreacji.

## Rejony w Salzkammergut

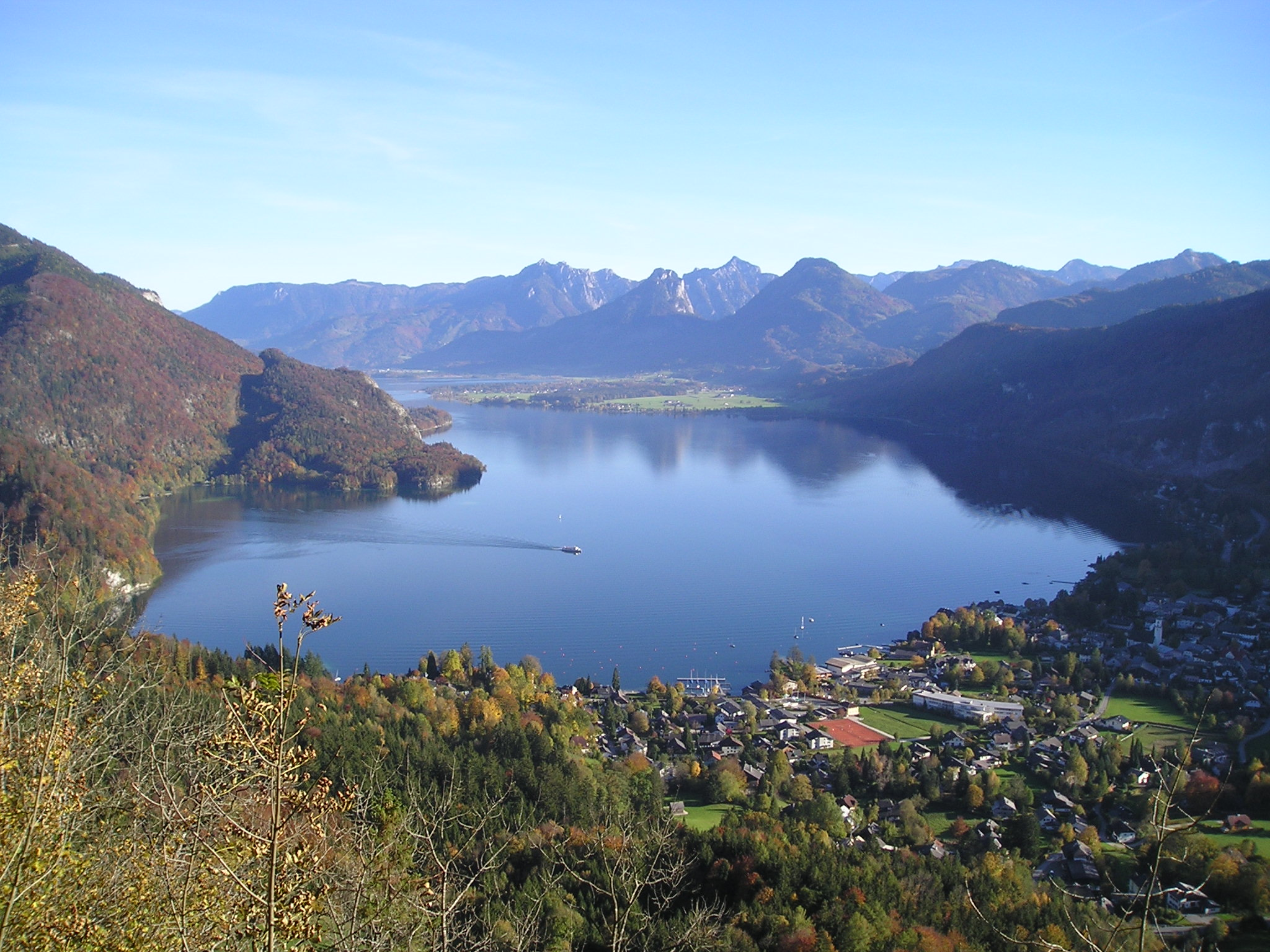
Wolfgangsee z przodu St. Gilgen

W skład Salzkammergut wchodzi 10 regionów, które obejmują również jeziora:
- Ausseerland
- Inner Salzkammergut
- Mondseeland – Mondsee / Irrsee
- Almtal
- Attersee
- Attergau
- Bad Ischl
- Traunsee
- Fuschlsee
- Wolfgangsee